# Soummam (entreprise)
Pour les articles homonymes, voir Soummam (homonymie).
La laiterie Soummam est une entreprise agroalimentaire algérienne spécialisée dans la production de produits laitiers, créée par Lounis Hamitouche en 1993. En 2011, Soummam est le premier producteur de yaourt avec 42 % de part de marché en Algérie. Son siège se trouve à Taharacht (Akbou, wilaya de Béjaïa).

## Historique
la laiterie Soummam est créée en 1993 par Lounis Hamitouche en association avec deux membres de sa famille. La première usine est installée à Chellata, elle employait 20 ouvriers et produisait 20 000 yaourts par jour. Deux années plus tard, ses capacités de production ont triplé avec 3 lignes de production pour atteindre 12 000 pots/heure et un effectif de 60 salariés. 
En 2000, l'usine, baptisée alors Soummam 1, est installée dans la zone industrielle Taharacht d'Akbou, en 2002, une deuxième extension est entreprise sur un terrain mitoyen, nommé Soummam 2. Celle-ci entre en production un an après.
En 2006, une troisième extension est réalisée et donne naissance à Soummam 3.
En 2008, construction d'un 4e bâtiment Soummam 4 et investissement progressif dans de nouvelles lignes de production.

## Activités
La laiterie Soummam produit du lait Soummam UHT (nature, VitaMilk, aromatisé, minceur et au café), des yaourts en pots Fort[réf. nécessaire], Le L'ben, Le Raib,  Acti+, Dialna, Céréalo[réf. nécessaire], B'nina, J'nina, Mamzoudj, des yaourts en bouteille Olé, Yago, Aladin, des fromages frais P'tit Soummam (nature et aromatisés), des spécialités laitières[réf. nécessaire] et autres desserts lactés saveur tarte aux fraises. 
La laiterie Soummam produit aussi du fromage fondu « Délices », sous forme de portions et une spécialité fromagère fondue, en mini barre.

## Gouvernance d'entreprise

### Direction de l'entreprise
Depuis 1993, Soummam est dirigée par un directeur général :
- Lounis Hamitouche (1993-2025)